# HMS Dragon (D46)
HMS «Драгон» (D46) (англ. HMS Dragon (D46) — військовий корабель, легкий крейсер типу «Данае» Королівського військово-морського флоту Великої Британії.

## Історія створення
HMS «Драгон» (D46) був закладений 24 січня 1917 на верфі Scotts Shipbuilding and Engineering Company, Грінок (Велика Британія) і спущений на воду 29 грудня 1917. До складу Королівського ВМС крейсер увійшов 16 серпня 1918.

## Історія служби

Артилерійська підтримка кораблями союзників висадки морського десанту на узбережжя Нормандії. Позиція легкого крейсеру HMS «Драгон» в ході висадки десанту на лівому фланзі навпроти плацдарму «Сорд». Операція «Нептун». 6 червня 1944